# 니코 아샴볼트

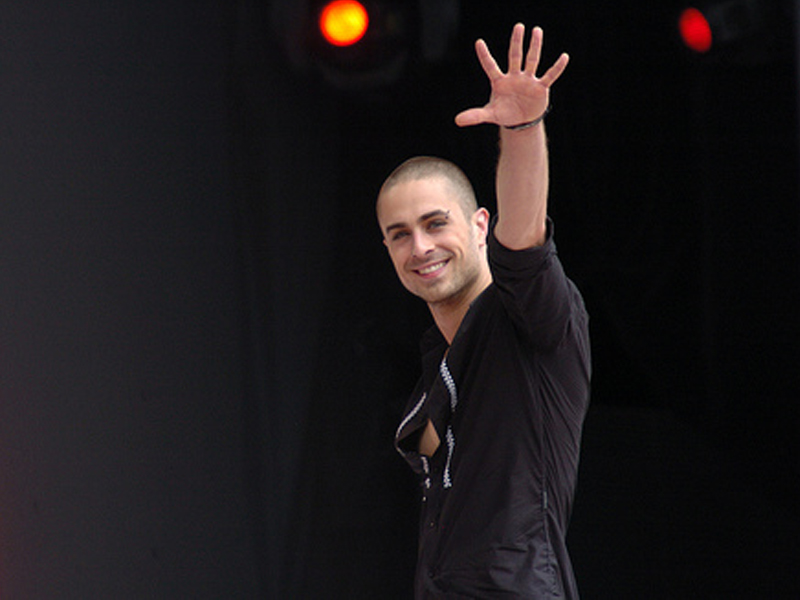

니코 아샴볼트(Nico Archambault, 1984년 10월 18일 ~ )는 캐나다의 안무가, 댄서, 배우이다.
몬트리올에서 태어났다.

## 영화
- So You Think You Can Dance Canada (2009-2011년) 시즌 2~4. 게스트 판정 역
- Vacation with Derek (2010년) - 제시 역
- 리듬 앤 비트 (On the Beat, 2011년)